# Luc d'Aquin
Luc d’Aquin (1640 – Parijs, 2 maart 1718) was een prelaat in het koninkrijk Frankrijk. Hij was bisschop van Saint-Paul-Trois-Châteaux (1674-1681) en van Fréjus (1681-1697).

## Levensloop
De grootvader van d’Aquin was Mardochée Cresque, een jood geboren in Carpentras in de Comtat Venaissin. Grootvader Cresque moest dit pauselijk graafschap ontvluchten. In Italië, in Aquino, bekeerde hij zich tot het christendom. De familie droeg voortaan de naam d’Aquin of van Aquino. Grootvader d’Aquin werd professor van Hebreeuws in het Collège de France in Parijs. De vader van d’Aquin was Louis-Henri-Thomas d'Aquin, lijfarts van koningin Maria-Theresia van Frankrijk en tijdelijk van Henriëtta Maria, koningin van Engeland. D'Aquin bracht daarom een deel van zijn jeugd door in Londen, de andere tijd in Parijs. 
Zijn kerkelijke carrière begon hij als kanunnik van de kathedraal van Toul in Frankrijk.
Hij werd bisschop van Saint-Paul-Trois-Châteaux in 1674, in de provincie Dauphiné. Van koning Lodewijk XIV kreeg hij het bevel de calvinisten uit het stadsbestuur van Saint-Paul-Trois-Châteaux buiten te werken (1674). Dit was nog voor de uitvaardiging van het Edict van Fontainebleau (1685) waar de koning dit uitvaardigde over het gehele grondgebied van Frankrijk.
Nadien werd d’Aquin op zijn vraag bisschop van Fréjus (1681). Hij maakte er zich ongeliefd door zijn woede-uitbarstingen. Nadat koning Lodewijk XIV Antoine d'Aquin (1629-1696), de broer van de bisschop, had ontslagen als lijfarts, startte het bisdom Fréjus een procedure om bisschop d'Aquin af te zetten. De bescherming van zijn machtige broer aan het hof van Versailles was weggevallen. In 1695 werd d’Aquin op het matje geroepen in Parijs. Hij keerde niet meer terug naar Fréjus. Twee jaar later, in 1697, wou hij dan toch aftreden als bisschop van Fréjus. Hij gaf de bisschopstroon door aan zijn neef Louis Thomas d’Aquin (1667-1710) die hiervoor zijn bisschopszetel van Sées verliet.